# Bateria (futbolista)
Dione Alex Veroneze (Palmitos, Santa Catarina, 16 de diciembre de 1990), deportivamente conocido como Bateria, es un jugador de fútbol sala que actualmente juega en el Wanapix Sala. Juega en la posición de ala.

## Biografía
Debutó en el Krona Joinville de Brasil en la temporada 2008 y tras una gran temporada los ojeadores de Inter Movistar le ficharon para su club convirtiéndose en uno de los jugadores destacados del campeonato español
.
En 2013 debutó con la selección brasileña al ser convocado para jugar el Grand Prix 2013 resultando campeón al ganar en la final a Rusia.
En España rápidamente se adaptó al campeonato español ganando la Supercopa de España en 2011.
El apodo de Batería viene de Brasil donde su padre, que siempre le acompañaba a los partidos, tenía una tienda de baterías de coches y sus compañeros le pusieron este apodo.

## Clubes
- 2008-2011 – Krona Joinville
- 2011-2014 – Inter Movistar
- 2014-2017 – FC Barcelona Lassa[4]
- 2017-2018 - Cresol Marreco
- 2018-2020 - Jimbee Cartagena
- 2021-2023. - Viña Albali Valdepeñas
- 2024-act.-Wanapix Sala 10 Zaragoza

## Palmarés
Clubes
- Inter Movistar - Campeón Supercopa de España de Fútbol Sala 2011
- Inter Movistar - Campeón Liga Nacional de Fútbol Sala Copa de España de Fútbol Sala  2014
- Krona Joinville - Bicampeón Catarinense 2009 y 2010
- FC Barcelona - Tricampeón Copa Cataluña 2014/15/16

Selecciones
- Selección brasileña Sub-20 - Campeón Sudamericano Sub-20 2010
- Selección Brasileña Absoluta - Campeón Grand Prix de Fútbol Sala 2013 Campeón Clasificatoria para el Mundial 2016